# К1839
К1839 — микропроцессорный комплект, разработанный в 1984—1989 годах в НИИ «Ангстрем» той же командой, которая разработала комплект 1801BMx. Первый советский, а впоследствии и российский 32-разрядный микропроцессорный комплект. С точки зрения программиста, являлся полным аналогом VAX 750 Comet, включая математику, в отличие от производившихся DEC микропроцессоров MicroVAX. В состав комплекта входили процессор, сопроцессор для арифметики с плавающей запятой, контроллер памяти и адаптер шины. Норма проектирования кристаллов — 3 микрона. На основе комплекта была разработана ЭВМ «Электроника-32» и плата VAX-PC, бортовая ЭВМ СБ3541 (разработка ЛНПОЭА — ОКБ «Электроавтоматика», Ленинград). Комплект 1839 выпускается по настоящее время[когда?], применен в БЦВМ спутников Глонасс-М.
Процессор имел внешнее микропрограммное управление, то есть для работы помимо микросхемы ЦП требовалась микросхема микропрограммного ПЗУ (1839РЕ1 для спецтехники или любое ПЗУ 16Кх32 с подходящим временем цикла). Однако это не означает, что система команд могла быть произвольной, так как дешифратор команд был включён в состав СБИС ЦП.
По данным FIDO-конференции MO.DEC, первоначально математический сопроцессор был выпущен с ошибками, и программное обеспечение, написанное для VAX, не всегда удавалось запустить. Для обхода этого выпускались прошивки памяти микрокоманд с эмуляцией функций сопроцессора в ЦП. На выставке Comtek’93 были представлены уже исправленные чипы.

## Состав комплекта
- Л1839ВМ1 — Центральный процессор.
  - Система команд VAX-11: 304 команды, 21 способ адресации, разрядность данных 8/16/32/64 бит, машинное слово — 32 бита, 16 РОН (регистров общего назначения), аппаратная поддержка механизмов многозадачности и виртуальной памяти. Виртуальная адресация 32-битная, физически ширина шины адреса — 24 бита. Шина данных — 32-битная.
  - Частота 10 МГц, сложение: Регистр-Регистр 0.2 мкс, Регистр-Память 0,6 мкс. Кристалл содержит 150 тысяч интегральных элементов[3].
- Л1839ВМ2 — Арифметический сопроцессор.
  - 252 команды, данные: целые 8/16/32/64 бита, с плавающей запятой — F/D/G, адресация 24-битная.
  - частота 10 МГц, умножение: чисел с фиксированной запятой — 0.8 мкс, с плавающей — 1.5 мкс.
- Л1839ВТ1 — Контроллер динамической памяти, построенной на микросхемах ёмкостью 256 КБит или 1 МБит, и кэш-памяти.
  - Частота 10 МГц, время цикла выборки из ОЗУ 800нс, из кэш-памяти 200нс.
- Л1839ВТ2 — Контроллер статической памяти.
  - Данные 8/16/32 бит, адрес 24 бит.
  - Частота 10 МГц, цикл 0.2-0.4 нс, механизм контроля чётности или коррекция по Хеммингу.
- Л1839ВВ1 — Адаптер магистралей 32-bus/Q-bus.
  - Частота 10 МГц, данные: 32-bus 8/16/32 бит, Q-bus 8/16 бит, адрес: 32-bus 24 бит, Q-bus 18 бит, прерываний 18+4.
- Н1839РЕ1А/Б — Масочное ПЗУ 16Кx32, выборка 100/150 нс, цикл 180/250 нс.
- Н1839ВЖ2 — Мажоритарный элемент. Мажоритарный (два из трёх) двунаправленный элемент с поразрядным контролем и диагностикой, задержка 20 нс.